# Korsholms högstadium
Korsholms högstadium är en svenskspråkig högstadieskola i Korsholm. Skolan är placerad i centrala Smedsby och fungerar som ett centrum för alla kommunens svenskspråkiga elever i högstadieåldern. Skolan är en del av Smedsby skolcentrum.
Korsholms högstadium är Finlands enligt antal elever största svenskspråkiga högstadieskola.